# Johannes de Doperkerk (Exmorra)
De Johannes de Doperkerk is een kerkgebouw in Exmorra in de Nederlandse provincie Friesland.

## Beschrijving
De romaanse eenbeukige kerk uit de 13e eeuw was oorspronkelijk gewijd aan Johannes de Doper. In 1836 stortte de bouwvallige zadeldaktoren in. De westgevel werd herbouwd met een dakruiter met ingesnoerde spits. Het middenschip kreeg zijn romaanse kenmerken weer terug tijdens de restauratie van 1963-'66. De kerk is een rijksmonument.
Het interieur wordt gedekt door een houten tongewelf. Het orgel uit 1895 is gemaakt door de firma Van Dam.

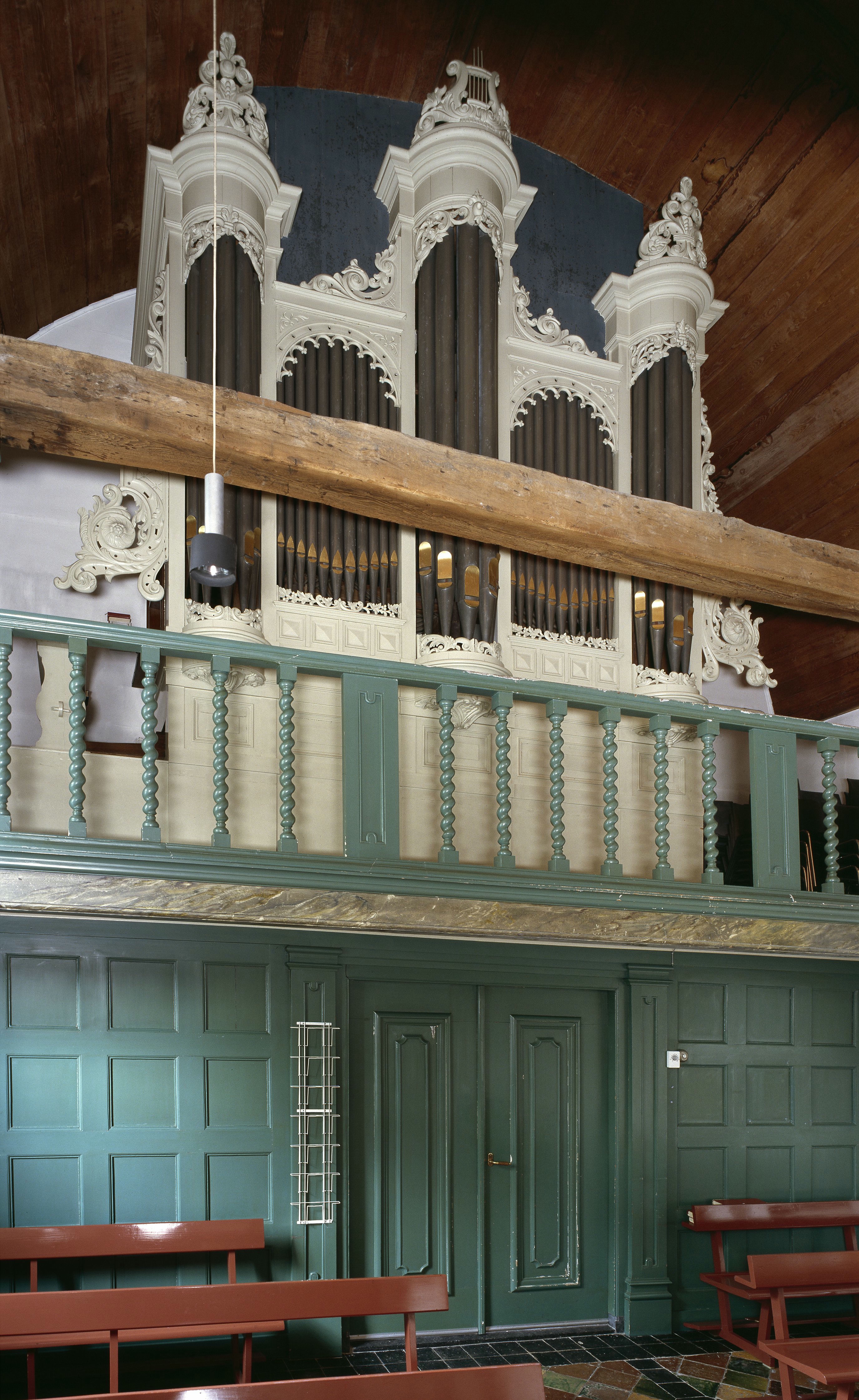
Interieur met orgel
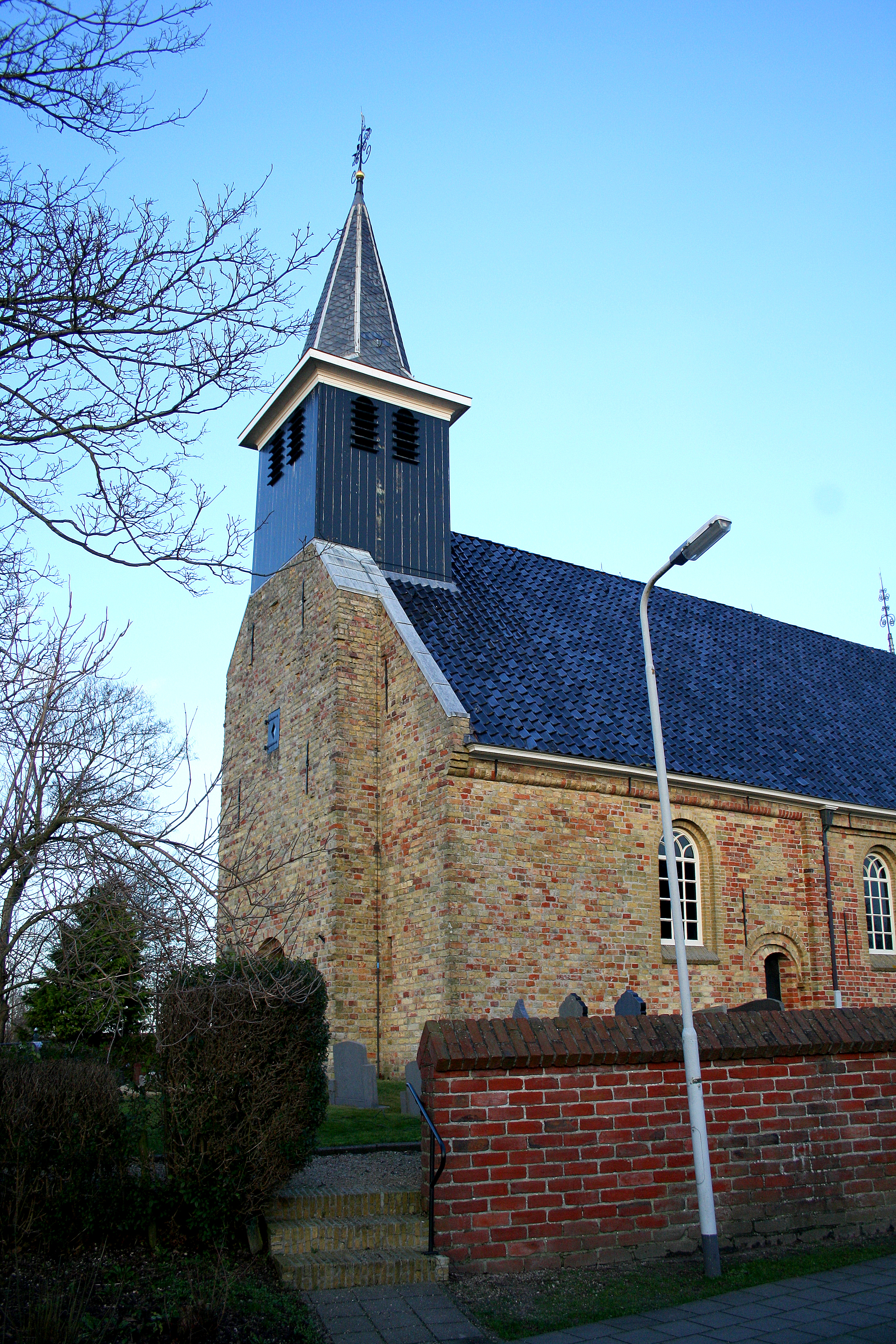
2013